# Barrière entre les États-Unis et le Mexique
Pour un article plus général, voir Frontière entre les États-Unis et le Mexique.
La barrière États-Unis–Mexique, ou la grande muraille États-Unis–Mexique, est une séparation discontinue érigée par les États-Unis sur leur territoire, le long de sa frontière avec le Mexique rendue possible grâce à plusieurs clôtures et murs visant à empêcher l'immigration illégale importante en provenance de celui-ci, ainsi que le trafic de drogue et d'êtres humains. 

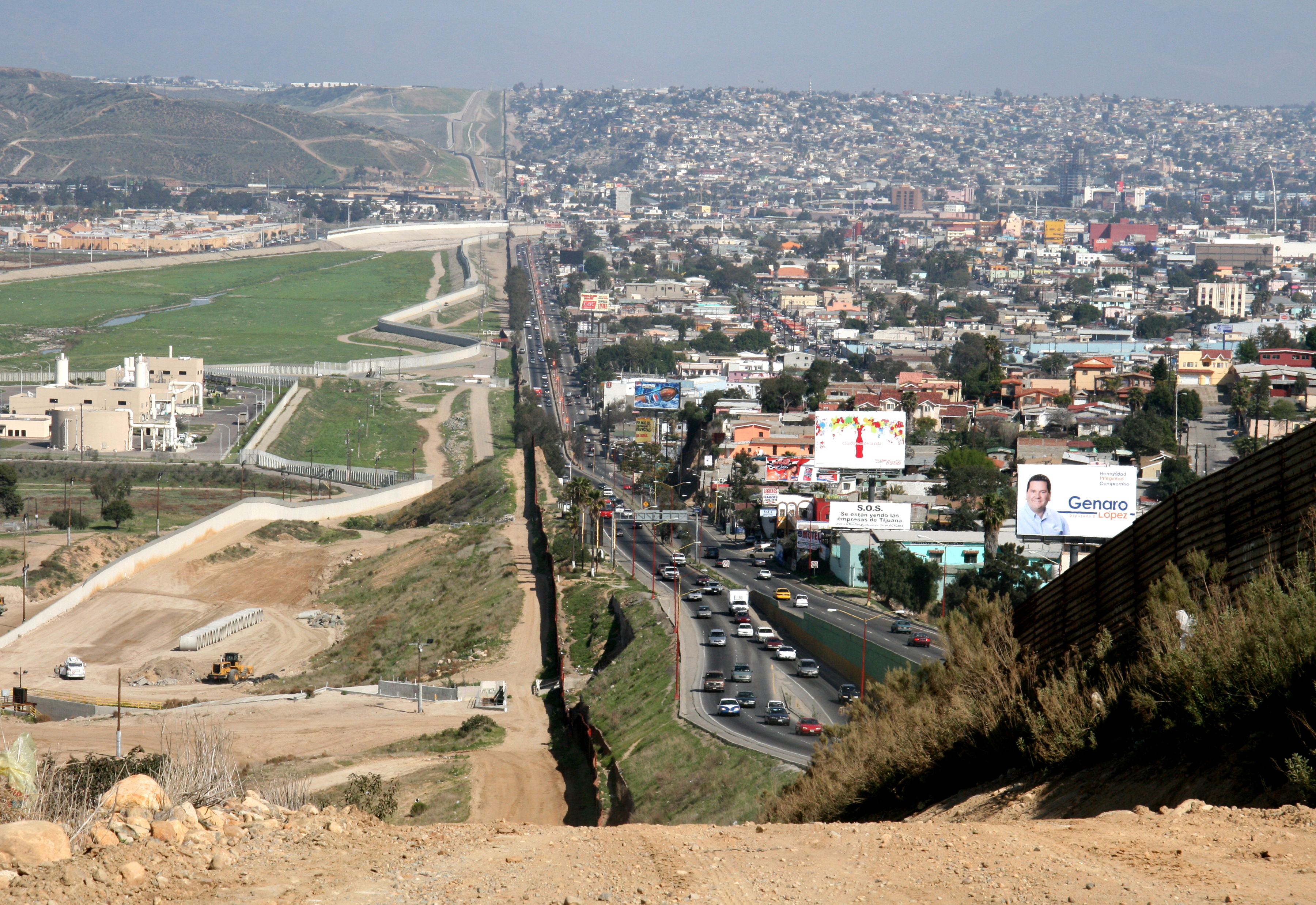
La barrière à Tijuana. À droite : le Mexique, à gauche : les États-Unis.
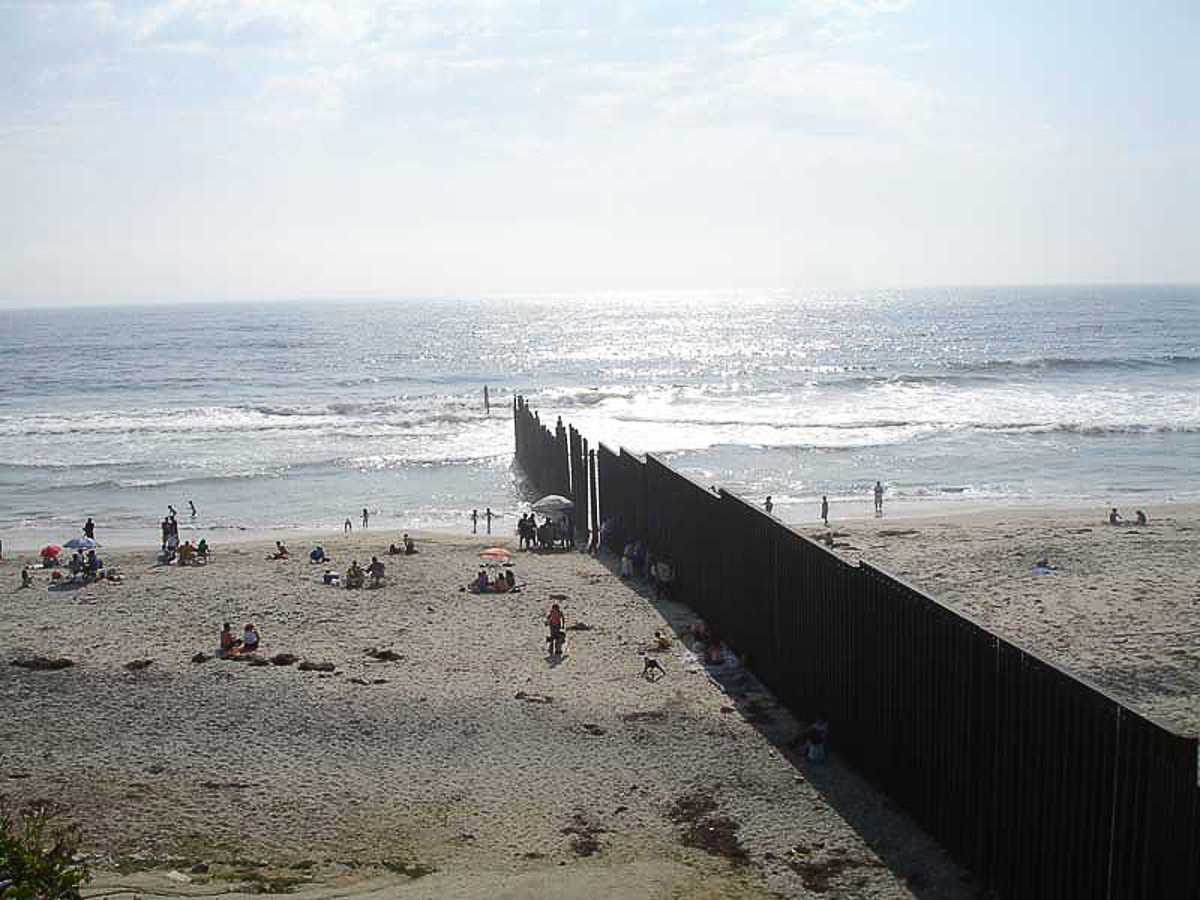
Plage de Tijuana sur l'océan Pacifique. À gauche : le Mexique, à droite : les États-Unis.
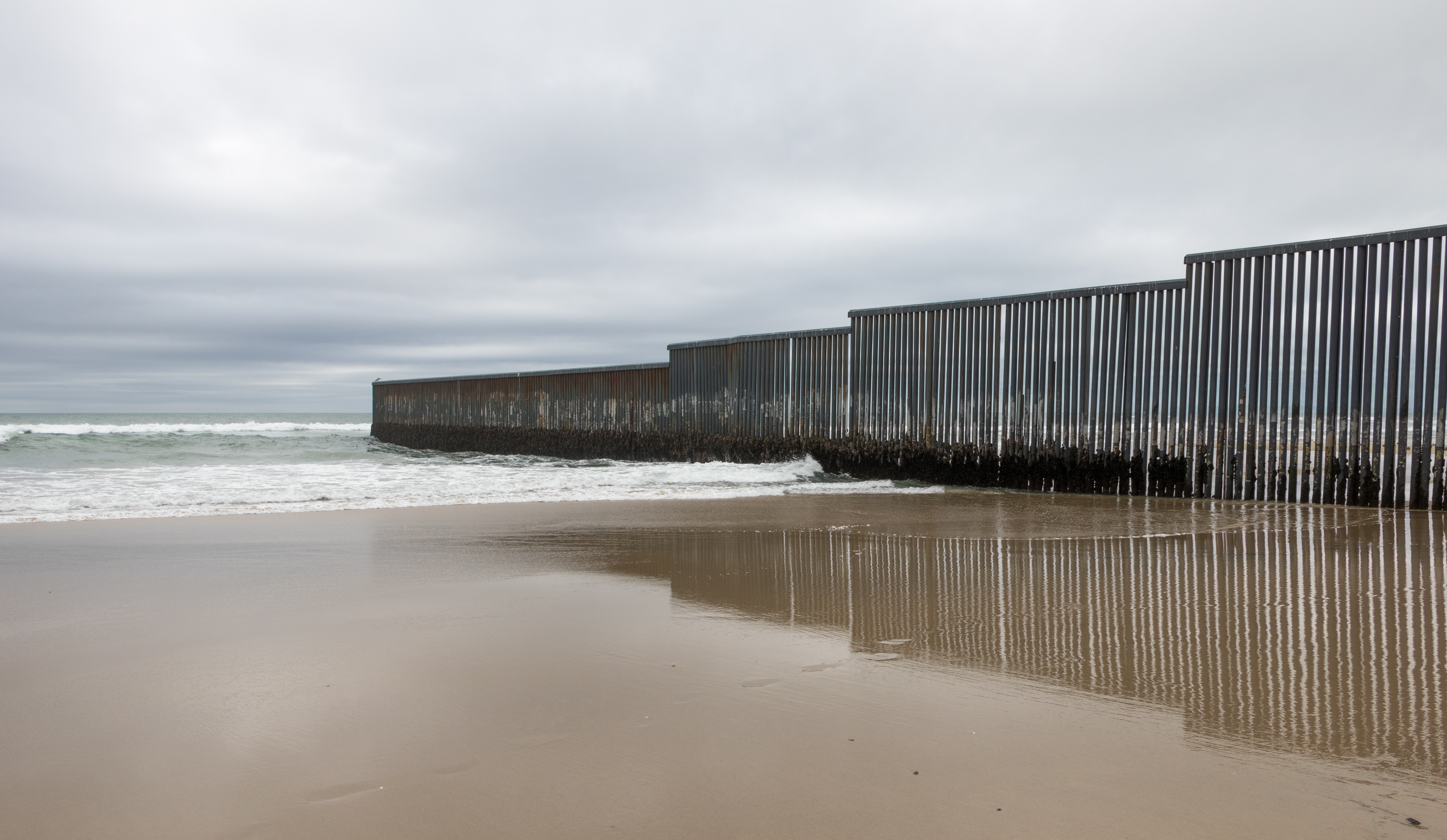
À Tijuana.
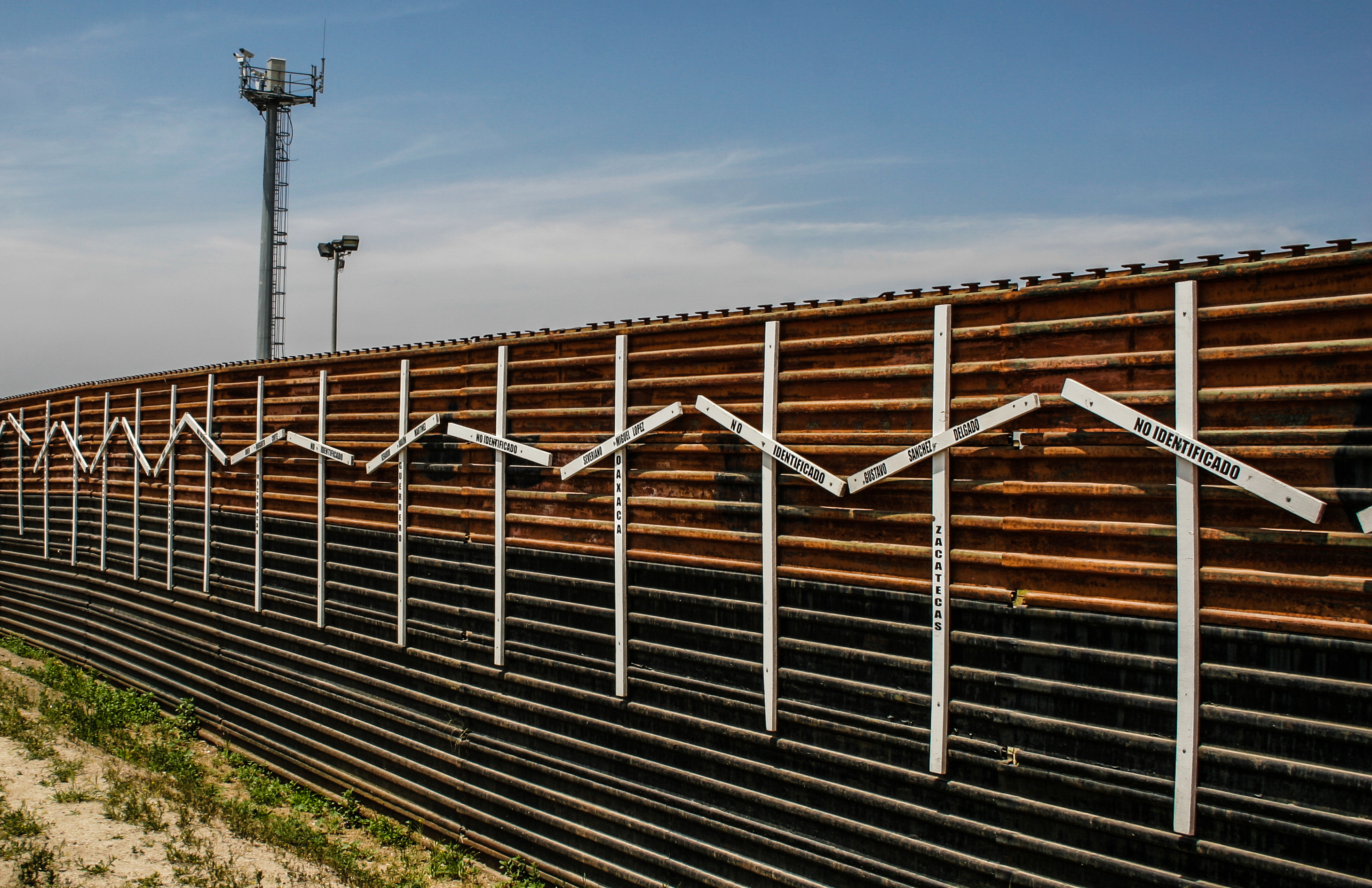
La barrière entre Tijuana et San Diego ; chaque croix est en mémoire d'un migrant mort à son passage.

## 2006: Secure Fence Act
Le 14 septembre 2006, avec 283 voix contre 138, le Congrès américain adopte le Secure Fence Act. 219 républicains et 64 démocrates ont voté « oui » contre 6 républicains, 131 démocrates et 1 indépendant qui ont voté contre.
Le 29 septembre 2006, le Sénat fait de même (80 voix contre 19). 54 républicains et 23 démocrates ont voté « oui », contre 1 républicain, 17 démocrates et 1 indépendant qui ont voté « non ». Enfin, le 26 octobre 2006, le président George W. Bush signe le Secure Fence Act. Selon certains sondages, 53 % des Américains étaient opposés à la promulgation du Secure Fence Act et donc de la construction de la barrière entre les États-Unis et le Mexique mais un sondage national publié le 29 juillet 2010 a révélé qu'une grande majorité des Américains sont à cette date pour la construction d'une clôture le long de la frontière américaine avec le Mexique, avec 68 % en faveur et 21 % contre (marge d'erreur : plus ou moins 3 points de pourcentage)[réf. nécessaire].

### Budget et financement
Le budget initial du mur aurait été de 2 milliards de dollars, mais lorsque ce budget est annoncé, en 2006, les démocrates rétorquent que sa construction coûtera au moins 7 milliards de dollars. Aujourd’hui[Quand ?], des chiffres de 20 à 40 milliards sont évoqués[réf. nécessaire].
Le 25 mars 2019, Patrick Shanahan, directeur du Pentagone, annonce avoir débloqué 1 milliard de dollars pour la construction d'une section du mur frontalier entre le Mexique et les États-Unis, voulu par le président George W.Bush et prolongé par Donald Trump.

### Construction
Longue de 1 300 km, cette barrière, dont la construction commença en 2006, aurait limité de 25 % l'immigration illégale mexicaine[réf. nécessaire].
Depuis l'automne 2006, des travaux d'extension du mur sont en cours. 455 km de barrière furent élevés en 2007. À terme, la nouvelle clôture devrait atteindre plus de 1 120 km de long entre la Californie et le Texas, soit un peu plus d'un tiers de la longueur totale de la frontière qui compte 3 141 km.

### Description technique
Le mur est fait de cylindres d'acier de 8 mètres de haut, de sections de grillages et de béton ponctués de projecteurs et de caméras de surveillances détectant les mouvements aux abords du mur. La barrière possède 1 800 tours de surveillance, avec près de 18 000 hommes de la Border Patrol pour en assurer la surveillance.  

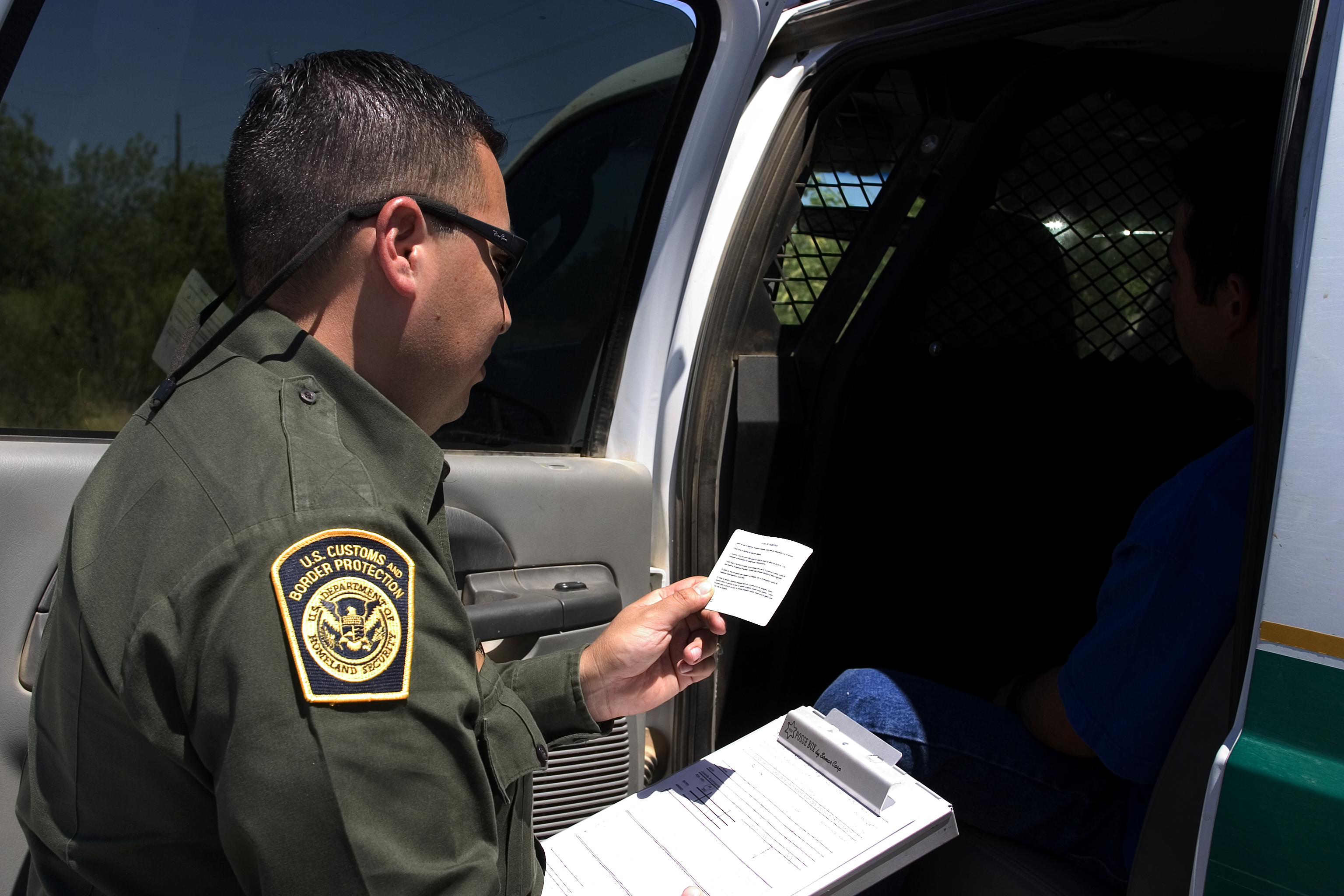
Agent de la Border Patrol lisant ses droits à un Mexicain arrêté pour transport de drogue.

Le mur se compose de 2 barrières parallèles entre lesquelles passe une route de patrouille destinée à la Border Patrol qui l'emprunte quand elle doit intervenir. Devant chaque barrière est creusé un fossé destiné à empêcher l'approche de véhicules et devant chaque fossé, a été érigée une ceinture de barbelés de plus de 2 mètres de hauteur. La largeur totale de l'installation est d'environ 40 mètres.
La barrière est aussi composée de barrières routières et de points de contrôle.
Cependant certains passeurs et trafiquants de drogue ingénieux parviennent à franchir la barrière grâce à des tunnels souterrains (il y en aurait plus de 200 selon les experts) ou font passer la marchandise par-dessus le mur à l'aide de canons, de catapultes ou de drones[réf. nécessaire]. Ainsi en janvier 2015 un drone chargé de plus 3 kg de stupéfiants a été retrouvé à Tijuana près du mur du côté mexicain.

### Réactions
L'annonce de la construction du mur a suscité de vives réactions. L'Union européenne notamment, par l'intermédiaire de l'Espagnol Javier Solana, chef de la politique étrangère, l'a dénoncé en ces termes lors d'une conférence de presse à Mexico où il était en visite le 17 avril 2007 : Bruxelles estime que les immigrants doivent être traités « comme des personnes, pas comme des criminels », a encore ajouté Javier Solana[réf. nécessaire].

## 2016 – Le mur voulu par Donald Trump

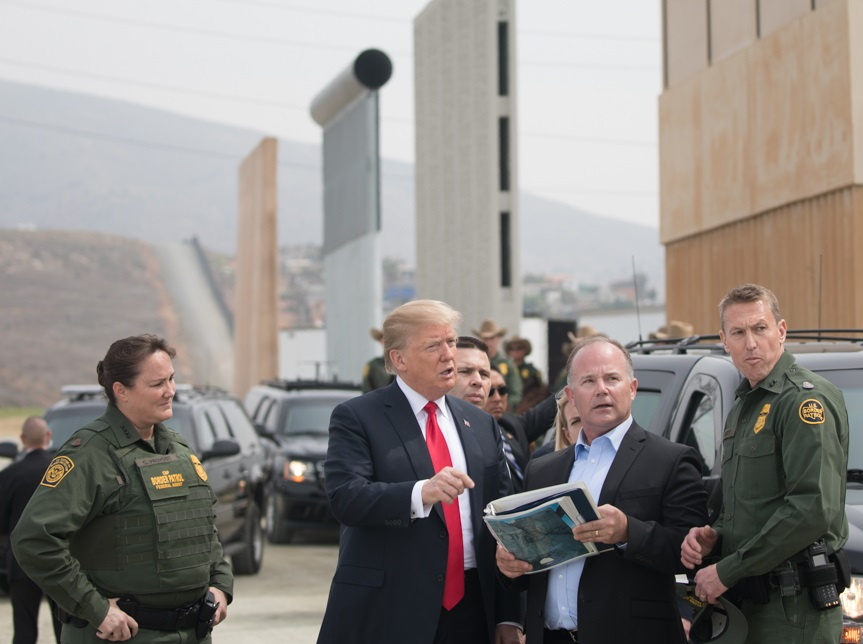
Le président Donald Trump, lors de la présentation de prototypes de murs, à San Diego, en mars 2018.

Lors de la campagne présidentielle de 2016, Donald Trump fait de la construction d'un mur entre le Mexique et les États-Unis, payé par le Mexique, l'une de ses principales promesses de campagne. Une fois élu, il signe le 25 janvier 2017 un décret allant en ce sens, ce qui tend les relations entre les États-Unis et le Mexique, le président mexicain Enrique Peña Nieto annulant sa visite prévue à Washington.

### Budget et financement
En janvier 2017, le projet de Donald Trump est évalué à 25 milliards de dollars. Le 11 janvier 2017, le président mexicain Enrique Peña Nieto dément les propos de Donald Trump selon lesquels le Mexique paierait pour finir la construction du mur. Il a quant à lui confirmé que le Mexique ne contribuera pas financièrement à ce projet mais qu'il reste ouvert à des négociations autour des problématiques commerciales et sécuritaires sur le sujet général de l'immigration. Donald Trump quant à lui réaffirme une fois président que le Mexique paiera pour la construction du nouveau mur. Il n'exclut pas un paiement indirect ou un « montage » qui « sera peut-être compliqué », en finançant par exemple la construction par une taxe de 20 % sur les produits mexicains importés,.
L'administration Trump propose d'inscrire un financement d'1,8 milliard de dollars dans le budget 2018 pour commencer la construction du mur.

### Construction

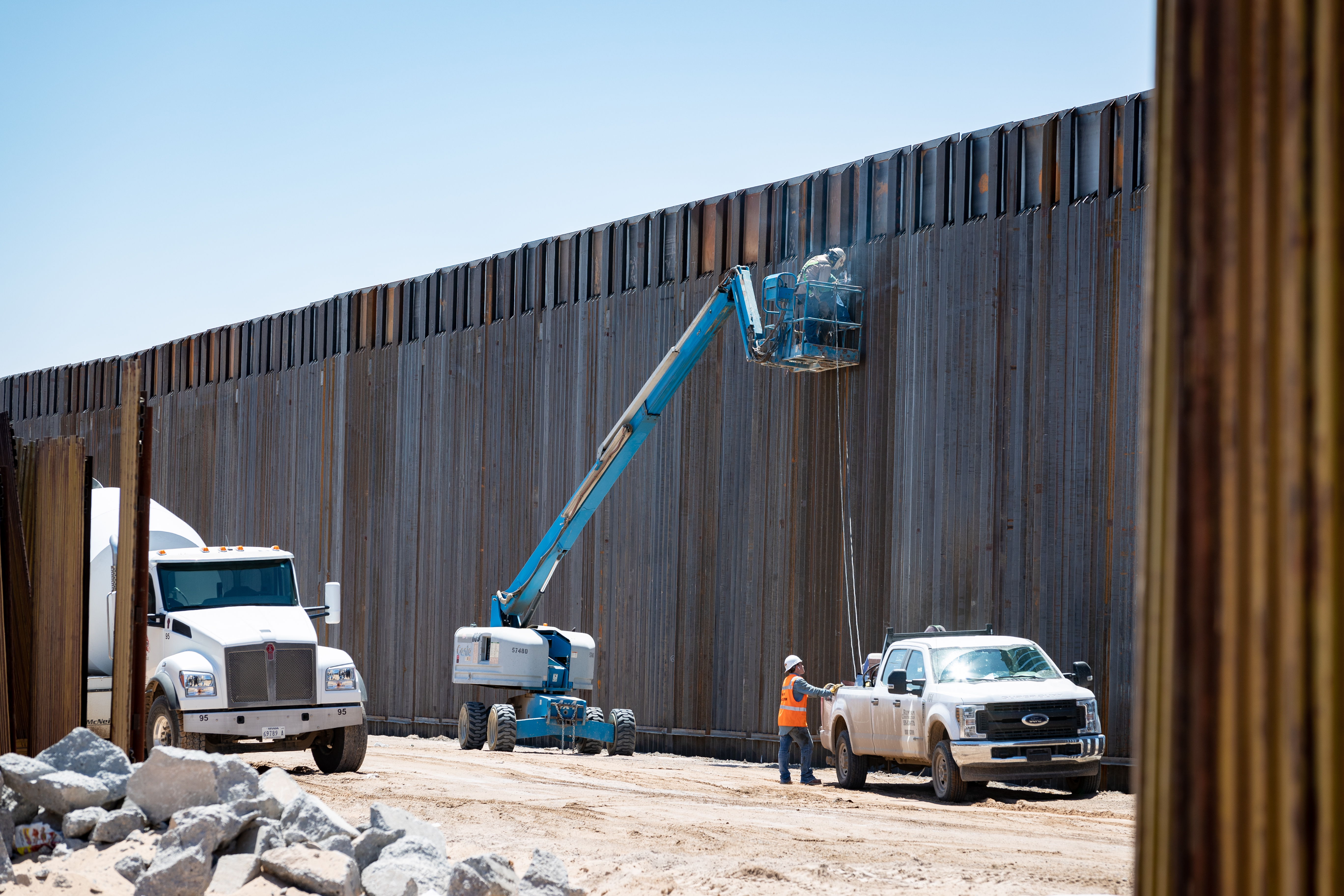
Travaux en 2019.

Le 26 octobre 2017, huit prototypes de murs sont présentés par les autorités migratoires à San Diego.
Au 5 janvier 2021, 452 milles (727 km) de mur (incluant les portions remplaçant les anciennes constructions) ont été construits.
Successeur de Donald Trump, le démocrate Joe Biden annonce qu'il met un terme à la construction du mur mais sans pour autant détruire les segments existants. L’État devra indemniser à hauteur de plusieurs millions de dollars les entreprises de construction avec lesquelles des contrats avaient été signés.
En 2023, Joe Biden fait construire une nouvelle section du mur, indiquant qu'il ne « pouvait pas interrompre » le financement engagé par son prédécesseur.

### Controverses

#### Corruption
Le 20 août 2020, l'ancien conseiller principal de Trump, Steve Bannon, a été arrêté et accusé de fraude pour avoir collecté illégalement plus de 25 millions de dollars pour une campagne de financement participatif, « We Build the Wall ». Le président Trump n'était pas lié à la campagne, mais elle a été promue par plusieurs personnes proches de lui. Le groupe qui dirige la campagne aurait dépensé moins de la moitié des fonds levés sur deux courts tronçons de mur au Nouveau-Mexique et au Texas.

#### Conséquences sur la biodiversité
Quelque 1500 espèces de plantes et d’animaux peuplent la frontière entre le Mexique et les États-Unis. Parmi elles, « plus de cent quatre-vingts espèces menacées dépendent des voies de migration, des corridors que le mur cisaille », souligne l'association de protection de l'environnement Defenders of Wildlife. La présence du mur a bouleversé l'équilibre des chaînes alimentaires, contribuant à affaiblir la biodiversité locale.
L’administration de George W. Bush a fait adopter en 2005 le Real ID Act (en), permettant d’outrepasser les lois environnementales en vigueur qui gênaient la construction du mur.

### Littérature
- Jeanine Cummins, American Dirt (en) (2020)